# Dislocazione (linguistica)
La dislocazione è un fenomeno molto presente soprattutto nell'italiano parlato, in registri linguistici solitamente bassi. Consiste nello staccare il complemento iniziale dal resto della frase mediante una pausa, resa generalmente nello scritto con una virgola, e a riprenderlo mediante un pronome clitico con funzione anaforica, utile per mettere in evidenza una parte dell'enunciato che costituisce “il centro di interesse comunicativo della frase”.

## Dislocazione a sinistra
Ad esempio, il complemento anteposto può indicare il tema della conversazione. In questi casi si parla di dislocazione a sinistra (es.: «L'auto, l'ho prestata a Rodolfo» o «A Rodolfo, gliel'ho prestata», nella prima frase mettiamo in evidenza l'auto e nella seconda Rodolfo).

## Dislocazione a destra
Nel caso in cui ci si trovi invece di fronte ad un'emarginazione del complemento e alla sua anticipazione mediante un clitico con funzione cataforica senza che si abbia, apparentemente, alcuno spostamento rispetto all'ordine normale Soggetto Verbo Oggetto, si parla invece di dislocazione a destra (es.: «L'ho prestata a Rodolfo, l'auto» o «Gliel'ho prestata, a Rodolfo»). Sul piano informativo, la modifica dell'ordine normale è notevolmente significativa, poiché in questo modo i complementi assumono un valore tematico, sia nella loro posizione anteverbale sia postverbale. Questi tipi di costrutti sono ridondanti in entrambi i casi, dal momento che il complemento viene indicato due volte.